# تفجير جسر الأئمة 2021
تفجير جسر الأئمة هو هجومٌ إرهابيٌّ استهدف الزّائرين الذين كانوا يُحيون زيارة الإمام موسى الكاظم أحد أئمة الطائفة الشيعية في يوم الإثنين 8 مارس 2021 الموافق 24 رجب 1442 هـ برمّانتين وكانت حصيلة هذا الانفجار 40 إصابة و مقتل 3 نساء، وقامت القوات الأمنية بإلقاء القبض على أحد المتهمين بهذا الانفجار.

## تفاصيل
في مساء 8 مارس/آذار 2021 الموافق 24 رجب 1442 هـ حصل هجومٌ برمّانتين على مجموعة من الزائرين الذين كانوا من ضمن الزائرين الشيعة السائرين نحو الكاظمية لأداء مراسيم زيارة الإمام موسى الكاظم بمناسبة ذكرى استشهاده في 25 رجب، فأدّى الهجوم إلى مقتل 3 نساء و أصابة 40 آخرين. وقامت القوات الأمنية بتطويق مكان التفجير وإلقاء القبض على أحد المتهمين.

## ردود أفعال

### داخلياً
•  العراق: أعرب ديوان الوقف السني عن إدانته واستنكاره للانفجار الذي وقع بالقرب من جسر الأئمة في العاصمة بغداد.
 •  العراق: أدان رئيس الوزراء آنذاك مصطفى الكاظمي هذا التفجير و حذر من وقوع فتنة بين العراقيين.
 •  العراق: اعتبر الأمين العام ل‍عصائب أهل الحق قيس الخزعلي أنّ الانفجار الذي وقع بالقرب من جسر الأئمة في العاصمة بغداد لن يؤثر على مسير الزّوار وسيزيد من العزيمة والإصرار على «إفشال الإرهاب».

### خارجياً
•  تركيا: أدان السفير التركي في العراق فالح يلدز الانفجار الذي وقع ليلة أمس في جسر الأئمة بالعاصمة بغداد.